# Yannick Letty
Pour les articles homonymes, voir Letty.
Yannick Letty, né le 16 mai 1959 à Brest, en Bretagne, est un écrivain français, auteur de roman policier.

## Biographie
Après des études en océanographie, il devient instituteur dans de petites écoles du Finistère, puis professeur de sciences de la vie et de la terre. 
En 2001, il se lance dans le roman policier avec Empreinte génétique, où apparaît pour la première fois son héroïne Marguerite Coadou, inspecteur de police. « De retour à Brest après dix ans passés à Paris, elle enquête sur une série de meurtres visant des employés d'un centre de recherche. Mais l'affaire se complique rapidement, le principal suspect étant son ancien compagnon ».
Dans Mémoire de sang (2002), Marguerite Coadou a démissionné de la police et ouvert une librairie. Avec l'aide de son amie Klervie, elle cherche néanmoins à élucider la mort suspecte d'un retraité, auteur d'un manuscrit sur la Bretagne de la Seconde Guerre mondiale, qui semble liée avec une affaire vieille de trois siècles évoquée dans un récit d'Anatole Le Braz.
C'est de nouveau le passé qui forge l'intrigue de Passé décomposé (2006), centrée sur des enlèvements de femmes à répétitions, pendant la guerre, dans la région de Brest, alors bombardée et rasée, et sur celle de Ycelui dont les yeux voient (2012), où Marguerite et son amie Klervie enquête sur la mort d'un adolescent, découvert martyrisé sur une place, et la disparition d'un vieil érudit qui s'intéressait au mystère médiéval entourant la ligue des sculpteurs de calvaires de la fin du Moyen Âge breton.
Selon le Dictionnaire des littératures policières, « ces ouvrages de bonne facture s'inscrivent dans la série de ceux proposés depuis quelques années par les éditeurs de Bretagne ».

## Œuvre

### Romans

#### SérieMarguerite Coadou
- Empreinte génétique, Dinan, Éditions Terre de Brume, coll. « Granit noir » no 15 (2001)  (ISBN 2-84362-119-4)
- Mémoire de sang, Dinan, Éditions Terre de Brume, coll. « Granit noir » no 22 (2002)  (ISBN 2-84362-143-7)
- Poupées russes, Dinan, Éditions Terre de Brume, coll. « Granit noir » no 29 (2003)  (ISBN 2-84362-202-6)
- Passé décomposé, Dinan, Éditions Terre de Brume, coll. « Granit noir » no 40 (2006)  (ISBN 2-84362-287-5) ; réédition Dinan, Éditions Terre de Brume, 2012  (ISBN 978-2-84362-493-3)
- Ycelui dont les yeux voient, Paris, Dinan, Éditions Terre de Brume, (2012)  (ISBN 978-2-84362-490-2)

#### Autres romans
- L'Homme fatal, Dinan, Éditions Terre de Brume, (2009)  (ISBN 978-2-84362-396-7)
- Bloody Birthday, Dinan, Éditions Terre de Brume, (2014)  (ISBN 978-2-84362-516-9)

## Prix et distinctions
- Grand prix du roman 2013 produit en Bretagne pour Ycelui dont les yeux voient

## Sources
: document utilisé comme source pour la rédaction de cet article.
- Claude Mesplède (dir.), Dictionnaire des littératures policières, vol. 2 : J - Z, Nantes, Joseph K, coll. « Temps noir », 2007, 1086 p. (ISBN 978-2-910-68645-1, OCLC 315873361), p. 196-197.